# Red Ridge
Red Ridge (englisch für Roter Grat) ist ein Gebirgskamm von auffällig rötlichem Gestein im ostantarktischen Viktorialand. In der Gonville and Caius Range ragt er westlich des Robson-Gletschers auf.
Den deskriptiven Namen erhielt der Gebirgskamm durch den australischen Geologen und Polarforscher Frank Debenham, der hier im Jahr 1912 während der Terra-Nova-Expedition (1910–1913) unter der Leitung des britischen Polarforschers Robert Falcon Scott Vermessungen durchführte.